# Константин III (узурпатор)
Константин III (полное имя — Фла́вий Кла́вдий Константи́н; лат. Flavius Claudius Constantinus) — римский император-узурпатор в 407—411 годах.
Константин был простым солдатом. В 407 году, провозглашённый императором в Британии, он поднял восстание против западного римского императора Гонория в Галлии и Испании. Часть Галлии вскоре перешла под его контроль, а его сын Констант II захватил Испанию. Кроме того, Константин заставил Гонория признать себя и своего сына императорами, однако правил недолго: мятеж военачальника Геронтия подорвал его власть, и он был разгромлен полководцем Гонория Констанцием, после чего казнён. После вывода войск Константина из Британии Рим утратил контроль над этой провинцией.

## Биография

### Приход к власти
31 декабря 406 года несколько племён варваров (в том числе вандалы, аланы и свевы) форсировали Рейн (возможно, неподалёку от Могонциака) и захватили римские оборонительные сооружения, начав успешное вторжение на территорию Западной Римской империи. От столь серьёзного удара империи так и не удалось оправиться. Римские власти не смогли изгнать или уничтожить захватчиков, большинство которых в конце концов обосновалось в Испании и Северной Африке; кроме того, не было остановлено продвижение франков, бургундов и вестготов в Галлии, происходившее в то же время. Важным фактором, воздействовавшим на успешность противостояния варварам, оказалось отсутствие единства среди самих римлян: лишь объединённая империя с полной поддержкой населения смогла бы найти в себе силы остановить вторжение и сохранить свои границы прежними.
Во время этого нашествия провинция Британия была охвачена восстаниями, подготовившими почву для появления нескольких узурпаторов, со смертью которых началось возвышение Константина в начале 407 года. Сначала в 406 году британские легионы, недовольные неспособностью западного императора Гонория и его военачальника Стилихона защитить остров, провозгласили императором некоего солдата Марка, вскоре убитого другим претендентом, местным жителем Грацианом. Грациан также был умерщвлён спустя четыре месяца, в 407 году.
Военные римской Британии опасались вторжения германцев, к тому же государство стремительно распадалось, и они отчаянно нуждались в чувстве защищённости. Поэтому солдаты выбрали лидером человека, названного в честь знаменитого императора начала IV века Константина I Великого, который сам взошёл на трон в результате военного переворота, будучи всего лишь простым солдатом, но имевшим, по всей видимости, некоторые способности. О происхождении Константина III ничего не известно, а на выбор солдат значительное влияние оказало его имя. Сразу после признания императором Константин начал активные действия. Он переправился через Ла-Манш на континент, высадился в Бононии и, по предположениям историков, увёл из Британии все мобильные войска, тем самым лишив провинцию защиты и поспособствовав отделению Британии от Римской империи. В Бононии Константин пробыл недолго. Ответственные за оборону Галлии префект претория Лимений и варвар Хариобад, по всей видимости, вскоре бежали, не оказав узурпатору особого сопротивления.
После вступления в Галлию власть Константина была быстро признана в Испании и на рейнском побережье. Тогда император Гонорий снарядил против узурпатора войско под командованием готского полководца Сара. Два военачальника Константина, римлянин Юстиниан и франк Небиогаст, командовавшие авангардом его войска, были разбиты Саром. Сначала Сар разгромил Юстиниана (последний сам погиб в бою), а затем осадил в Валенции Небиогаста, которого затем обманом убил. Тем не менее Константин послал другую армию во главе с Эдобихом и Геронтием; Сар был вынужден отступить, оставив все свои трофеи багаудам, которые контролировали проходы через Альпы, чтобы получить разрешение пройти в Италию. Константин обеспечил защиту рейнских границ и поставил гарнизон на пути из Галлии в Италию. В Галлии он разгромил некоторые германские племена, а с другими заключил мирные договоры. В Арелате, Лугдуне и Августе Тревиров Константин основал монетные дворы. В мае 408 года он сделал своей столицей Арелат и назначил Аполлинария (деда писателя и поэта Сидония Аполлинария) префектом претория Галлии. О захвате Галлии Гонорию и Стилихону стало известно тогда, когда император и его военачальник готовились организовать поход вместе с готским правителем Аларихом в Иллирию, которую намеревались отобрать у восточного императора Аркадия, но восстание Константина сорвало их планы.

### Признание императором
Летом 408 года, когда римские войска были собраны в Италии для подготовки к контратаке узурпатора, у Константина были иные замыслы. Опасаясь, что несколько лояльных родственников императора Гонория в Испании, которая была родиной и оплотом династии Феодосия, могут организовать нападение из этой провинции, в то время как армии под командованием Сара и Стилихона нападут на него из Италии, в результате чего он окажется в окружении, узурпатор решил нанести удар по Испании. Константин вызвал своего старшего сына Константа из монастыря, где тот жил, возвёл его в ранг цезаря и отправил с военным магистром Геронтием в Испанию. Другого своего сына, Юлиана, узурпатор сделал нобилиссимом. Есть предположение, что Юлиан и Констант приняли свои имена после провозглашения их отца императором, а до этого у них были другие имена, потому что такие имена носили императоры из династии Константина, к которым в Британии продолжали относиться с уважением.
Двоюродные братья Гонория были побеждены Константом без особых трудностей; двое из них — Дидим и Верениан — попали в плен, два других — Феодосиол и Лагодий — бежали в Италию и Константинополь. Затем Констант, оставив жену в своей штаб-квартире Цезаравгусте под опекой Геронтия, вернулся в Арелат. В то же время (13 августа 408 года) подчинённая Гонорию римская армия подняла восстание в Тицине, за которым последовало убийство императором патриция Стилихона 22 августа. Вследствие этого мятежа и интриг при императорском дворе военачальник Сар отказался от командования западной армией; Гонорий в Равенне остался без значительной военной поддержки. Ситуацию осложняло то, что готская армия под началом Алариха, находившаяся в Этрурии, стала практически неконтролируемой. Поэтому, когда посланники Константина прибыли на переговоры в Равенну, опасающийся готов Гонорий охотно признал Константина своим соправителем, а в 409 году назначил его консулом наравне с собой. Хотя в Константинополе Феодосий II не последовал примеру Гонория, он не стал возражать против того, что Константин с Константом прославляли на монетах «Победу четырёх августов» (лат. VICTORIA AAAVGGGG.), то есть западного и восточного императоров и их самих.

### Поход в Италию
В 409 году могущество Константина достигло наивысшей точки. Однако уже к сентябрю этого года варварские племена, которые прорвали оборону рейнской границы и провели последующие два года, грабя все земли, лежавшие на их пути через Галлию, достигли Пиренеев. Там они разгромили гарнизон Константина и вторглись в Испанию. В то время как Константин собирался отправить своего сына Константа обратно в провинцию, чтобы восстановить стабильность в регионе, пришла весть, что его военачальник Геронтий, победивший варваров, взбунтовался и провозгласил своего приближённого (возможно, сына) Максима императором. Несмотря на все усилия Константина, его опасения насчёт нападения со стороны Испании оправдались уже в следующем году, когда Геронтий вторгся в Галлию при поддержке своих союзников-варваров.
Примерно в то же время саксонские пираты совершили набег на Британию, которую Константин оставил без какой-либо защиты. Римские жители Британии и Арморики, недовольные тем, что Константин забыл о них и не сумел уберечь провинцию от внешних нападений, восстали против власти узурпатора и изгнали его чиновников.
Надеясь укрепить свою пошатнувшуюся репутацию, Константин III решился на отчаянную авантюру: летом 410 года он двинулся на Италию с оставшимися у него войсками, перешёл через Альпы и вступил в Лигурию — вероятно, после переговоров с магистром конницы Аллобихом, который хотел заменить Гонория более способным правителем. Однако поход завершился поражением, поскольку Аллобих был казнён Гонорием по подозрению в предательстве, и Константину пришлось отступить в Галлию в конце лета 410 года.
Положение Константина становилось всё более ненадежным; его армия, которая вела боевые действия против Геронтия, потерпела поражение при Виенне в 411 году, после чего его сын Констант ІІ был схвачен и казнён. Префект претория Константина Децим Рустик, сменивший Аполлинария годом ранее, отказался подчиняться узурпатору, а затем принял участие в новом восстании Иовина в Рейнской области. Геронтий вынудил Константина и его сына Юлиана укрыться в Арелате, а затем осадил город, однако Константин успел отправить своего полководца Эдобиха в Северную Галлию и за Рейн, поручив ему сформировать новое войско.

### Поражение и казнь
В то же время нашёлся военачальник, который поддержал Гонория: это был будущий император Констанций III, который подошёл к Арелату, обратил армию Геронтия в бегство, а затем сам установил блокаду города. Константин старался затянуть осаду, надеясь на возвращение Эдобиха, который собирал новое войско в Северной Галлии, нанимая солдат из числа франков и алеманнов, однако на подходе к городу Эдобих потерпел поражение, поддавшись на простую военную хитрость Констанция.
Слабая надежда осаждённого императора на помощь окончательно исчезла, когда последние верные ему войска, охранявшие рейнскую границу, отказались его поддержать и выдвинули своего претендента на трон — Иовина. Константин был вынужден сдаться. Перед открытием ворот он был рукоположён в священники в местном храме. Несмотря на обещание безопасности и духовный сан пленника, Констанций лишил низложенного императора свободы и приказал его обезглавить в тридцати милях от Равенны 18 сентября 411 года.
Хотя Геронтий совершил самоубийство в Испании, а король вестготов Атаульф спустя два года подавил восстание Иовина, римское владычество больше так никогда и не установилось в Британии после смерти Константина III: по словам историка Прокопия Кесарийского, «с этого момента она оставалась под властью тиранов». Галлия с тех пор распалась на подвластные Риму земли и множество германских королевств, хотя Константину удалось на некоторое время стабилизировать рейнскую границу Западной империи.
Деяния Константина нам известны только из враждебно настроенных по отношению к нему источников. Личность Константина, представляемая в этих источниках, конечно же, отрицательна, но он, должно быть, отличался от двух своих недолговременных предшественников. Император, по всей видимости, должен был обладать волевым характером, чтобы сделать всё то, что он сделал, и воевать в течение нескольких лет против различных врагов. Целью политики Константина было сохранение единства империи, во всяком случае, единства своих территорий до Альп.

### В легендах
Имя Константина осталось в легендах бриттов — так, Гальфрид Монмутский в своей «Истории королей Британии» посвящает ему несколько глав. Согласно его рассказу, после смерти Грациана Вольноотпущенника Британию охватил кризис, и лондонский архиепископ Гветелин отправился в Бретань просить помощи у местного короля Алдроена. Однако Алдроен не пожелал лично управлять сразу и Бретанью, и Британией, поэтому послал своего брата Константина вместо себя.
Константин принял правление и разгромил скоттов, пиктов и норвежцев, вторгшихся в Британию ранее. Затем он был провозглашён королём в Цирцестрии, после чего вступил в брак с местной римлянкой. По сообщению Гальфрида Монмутского, от этого брака родились трое сыновей: Констант, Аврелий Амвросий и Утер Пендрагон. Спустя десять лет Константин был убит:
«По прошествии десяти лет к королю явился какой-то пребывавший у него в подчинении пикт и, измыслив, будто ему нужно переговорить с ним с глазу на глаз, уединился с Константином в кустах и, когда никого вокруг не было, ударом ножа поразил того насмерть».
После смерти Константина между его сыновьями вспыхнула война за власть, длившаяся до тех пор, пока королём не стал Констант, вскоре после этого также убитый.